# Rue de la Pointe Saint-Eustache
La rue de la Pointe Saint-Eustache, également appelée place de la Pointe Saint-Eustache, carrefour de la Pointe Saint-Eustache, voire plus simplement Pointe Saint-Eustache, est une ancienne voie qui était située dans l'ancien 3e arrondissement de Paris et qui a disparu.

## Situation
En 1817, la rue de la Pointe Saint-Eustache commençait au 63, rue de la Tonnellerie et finissait au 1, rue Traînée et au 1, rue Comtesse-d'Artois.
Les numéros de la rue étaient noirs. Le dernier numéro impair était le no 15 et le dernier numéro pair était le no 12.
Les numéros impairs étaient situés dans l'ancien 3e arrondissement, quartier Saint-Eustache et numéros pairs, qui étaient la suite de la série de ceux de la rue Comtesse-d'Artois, étaient situés dans l'ancien 5e arrondissement, quartier Montorgueil.

## Origine du nom
Selon les frères Lazare, son nom lui vient du clocher de l'église Saint-Eustache qui est bâti en pointe ou pyramide.
Selon Jean de la Tynna, l'angle ou pointe formée par l'église Saint-Eustache, à la rencontre des rues Montmartre et Traînée, lui ont fait donner cette dénomination.

## Historique
Elle est citée dans Le Dit des rues de Paris de Guillot de Paris sous le nom « pointe Saint-Huitasse ».
Elle est citée sous le nom de « rue de la Pointe Saint Eustache » dans un manuscrit de 1636.
Jusqu'en 1755, la Halle au blé était située sur cette place, époque où elle fut transférée sur l'emplacement de l'hôtel de Soissons. C'est à cet endroit qu'Edgar Mareuse situe la Halle au blé que Guillot de Paris indique dans la rime « Mais par devant la Halle au blé ».
Cette place a été élargie en vertu de lettres-patentes du mois de juillet 1779 puis de nouveau en 1786 et 1788.
Une décision ministérielle du 23 brumaire an VIII (14 novembre 1799), signée Quinette, a fixé la moindre largeur de cette voie publique à 22 mètres.
Durant les Trois Glorieuses, la voie fut le théâtre d'affrontement entre les insurgés et la troupe.

## Bâtiments remarquables et lieux de mémoire
- Nicolas Arrode[3], prévôt de Paris en 1217, aurait habité dans cette rue ;
- entre les rues Montmartre et Comtesse-d'Artois se situait au XIXe siècle la fontaine de la pointe Saint-Eustache (disparue avant 1855), dont les eaux venaient des pompes à feu de Chaillot et Notre-Dame ;
- face à la pointe Saint-Eustache, à l'angle de la rue de la Tonnellerie, le premier des pavillons conçus par les architectes municipaux Baltard et Callet pour les nouvelles halles centrales fut mis en chantier en 1851 et vivement critiqué pour son aspect lourd, de sorte que les travaux furent interrompues en 1853. Le bâtiment inachevé et laissé à l'abandon fut démoli en 1866 pour faire place à une structure métallique plus légère conformément au deuxième plan présenté par les deux architectes (pavillon no 5, ouvert en 1869).

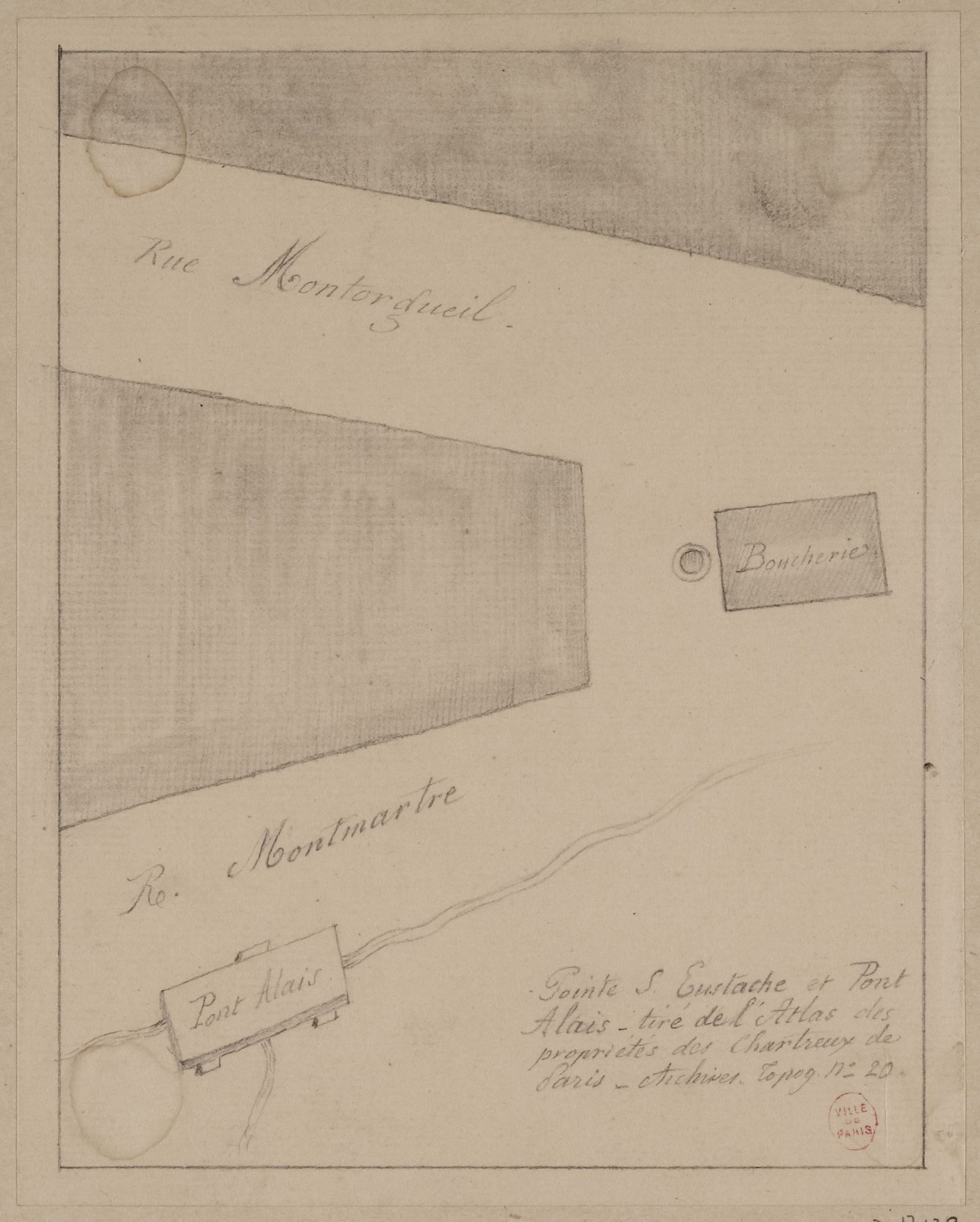
Plan de la pointe Saint-Eustache au XVIIIe siècle.
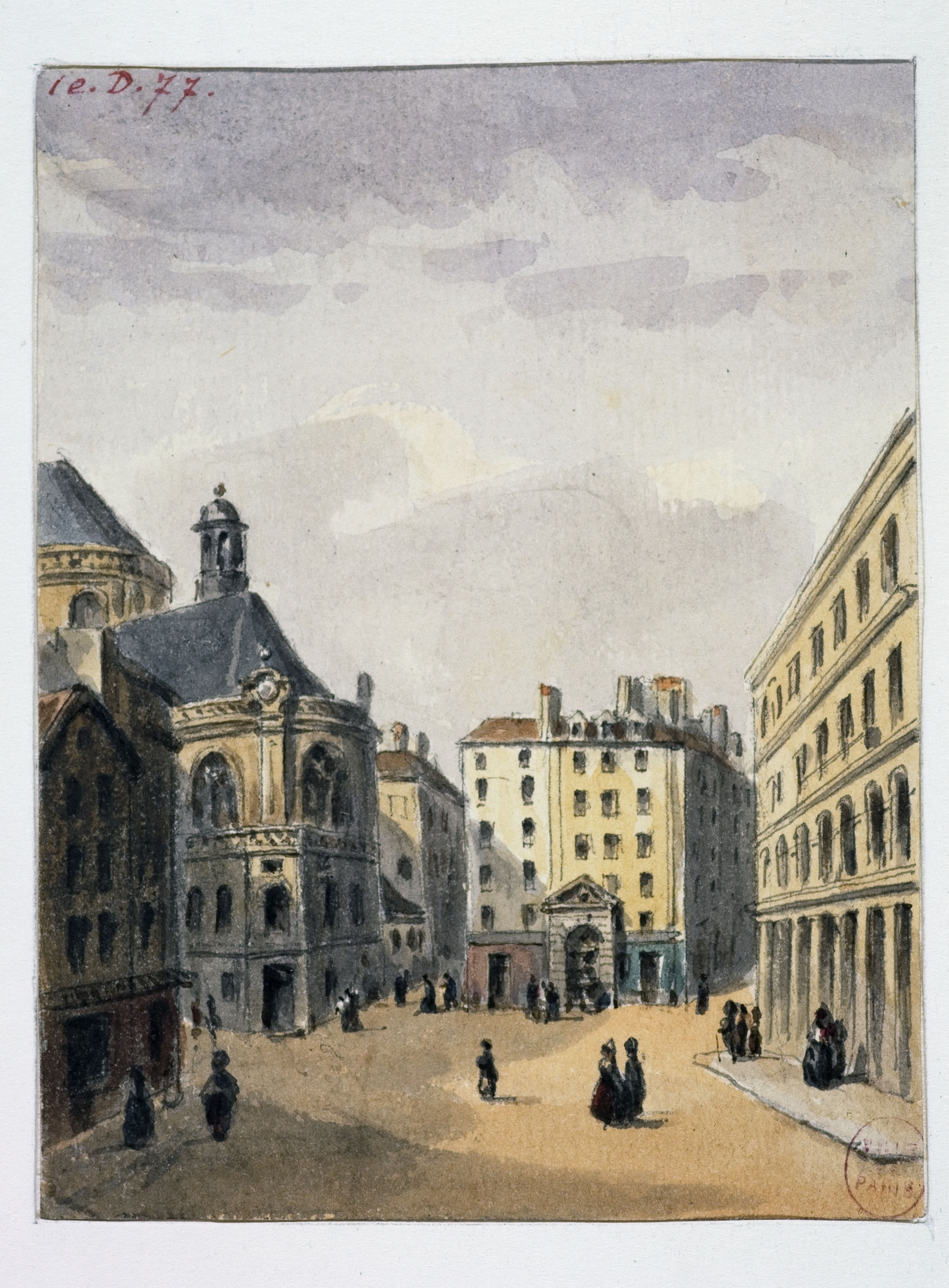
La pointe Saint-Eustache et sa fontaine en 1810 (dessin de Auguste Sébastien Bénard).
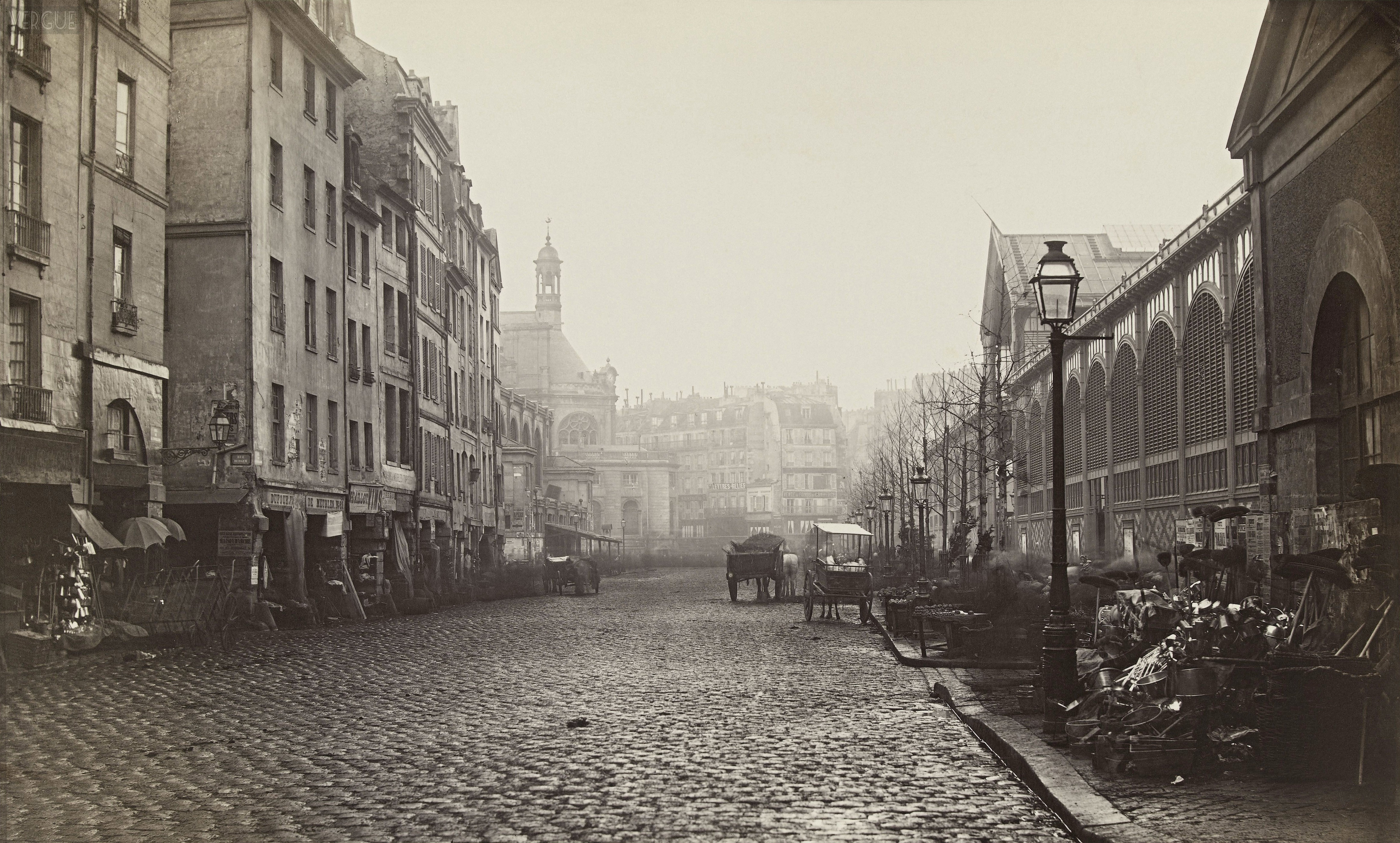
Perspective de la rue de la Tonnellerie en direction de la Pointe Saint-Eustache en 1865
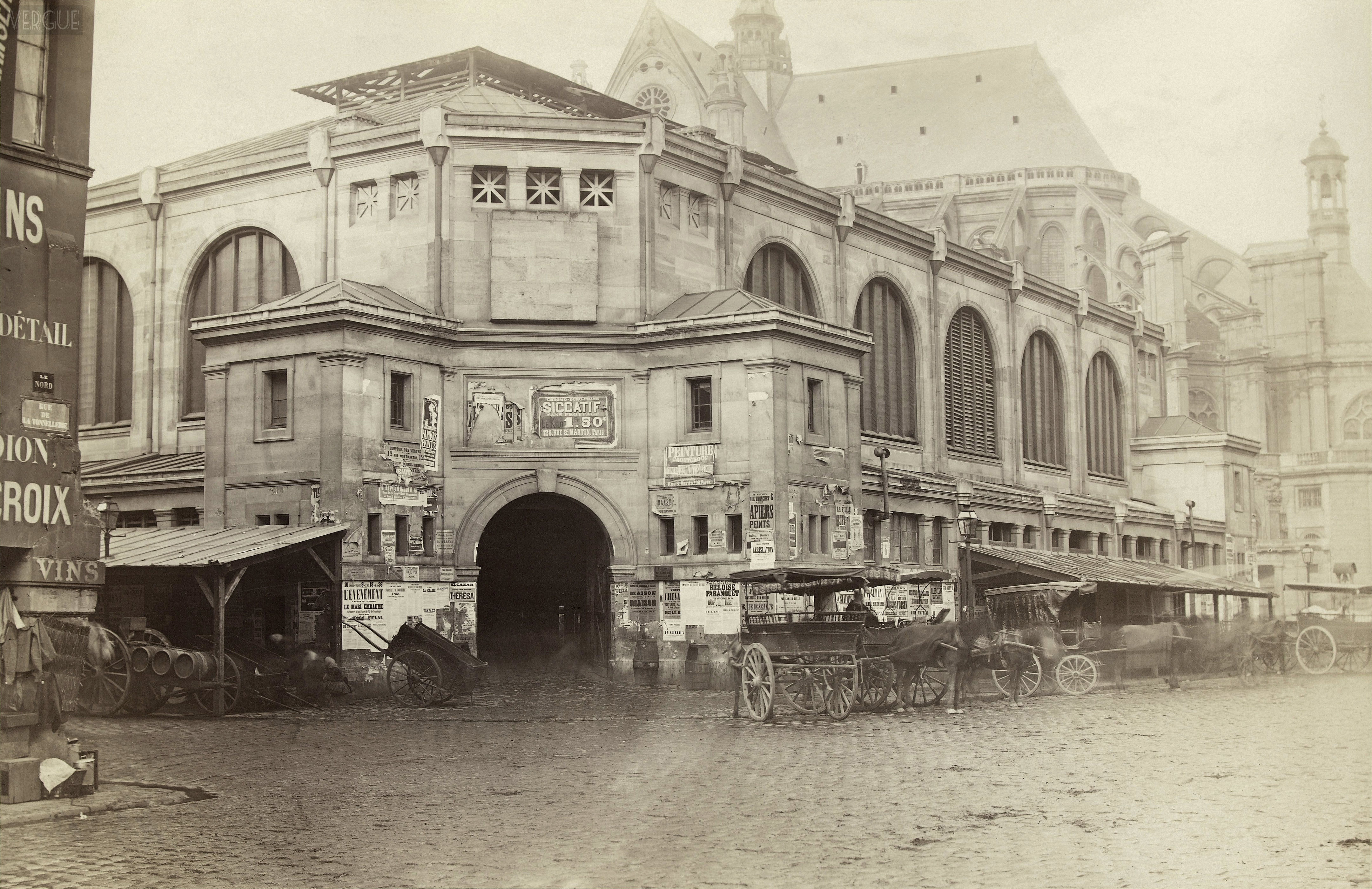
La pointe Saint-Eustache vue de la rue de la Tonnellerie en 1866. A gauche aperçu du premier pavillon mis en chantier en 1851 pour les nouvelles halles centrales et démoli dès 1866
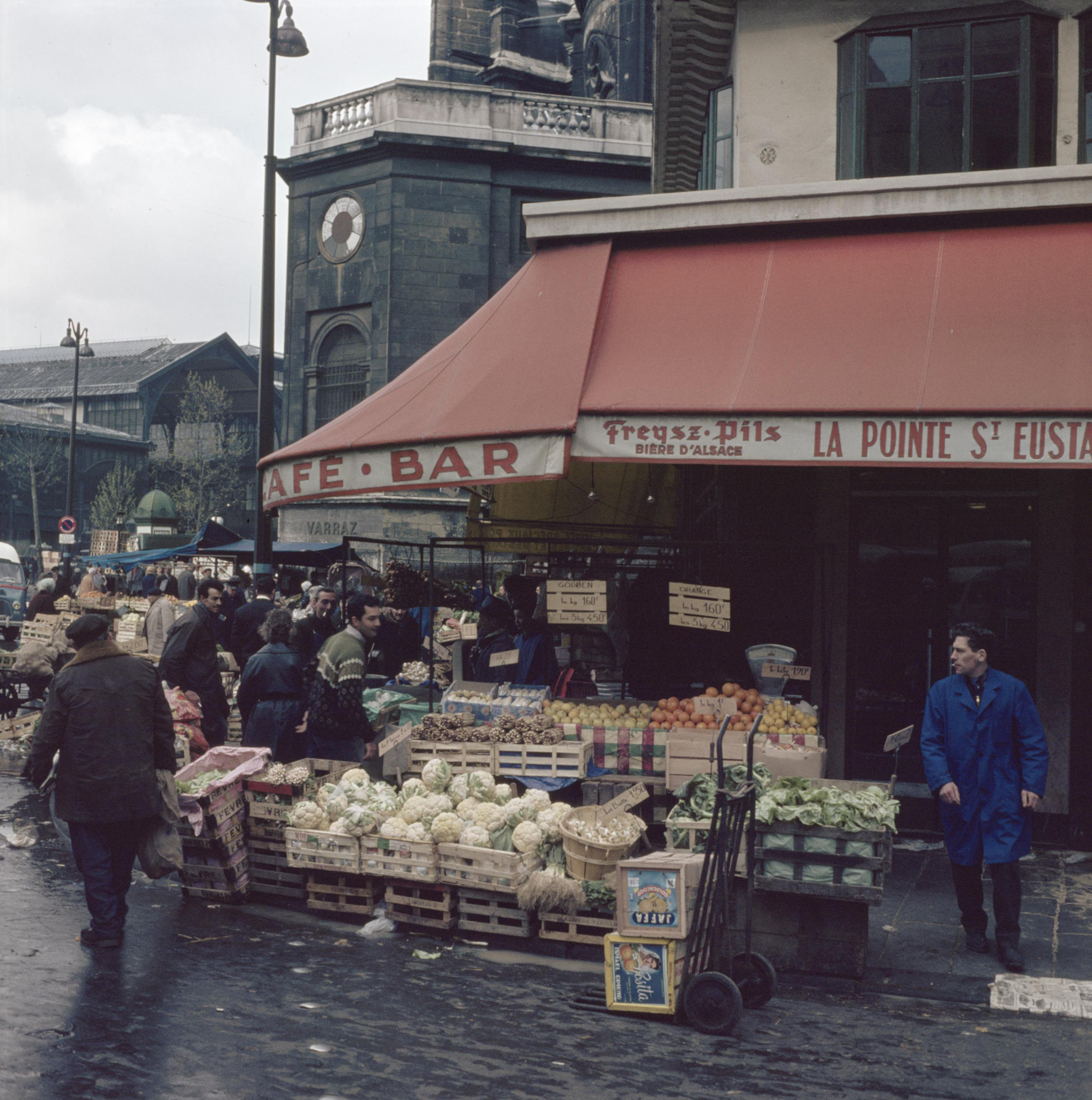
Marchand de primeurs en face du café « La Pointe Saint Eustache », dans les années 1960